# Primorske novine
Primorske novine (1916. – 1922.) su povijesne riječke dnevne novine.   

## Povijest publikacije
Počele su izlaziti 1916. godine u jeku Prvog svjetskog rata u vlastitoj tiskari, Primorski štamparski zavod u Sušaku. Nakon zabrane Riečkog novog lista i odlaska Frana Supila u emigraciju, dio tiskarskih strojeva Dioničke tiskare u Rijeci otkupio je dr. Viktor Ružić, pravnik i sušački posjednik. Preneseni su u Sušak, pa je sušačka tiskara u Strossmayerovoj ulici postala sposobna za proizvodnju svih vrsta novina.   
Primorske novine izlazile su svaki dan osim ponedjeljkom. Donosile su, uz političke tuzemne i inozemne vijesti, zasebno i gospodarske. Objavljivale su puno vrijednih kulturnih priloga, posebice u božićnim i uskršnjim brojevima. Urednici su bili (uz ostale) P. Ljubić, Fr. Kučinić i M. Banić, a neki od suradnika Matija Mažić, Nikola Polić, dr. Antun Barac, dr. Mato Dvorničić, Viktor Car Emin, dr. Andrija Rački i Rikard Katalinić Jeretov.
Kao nestranačko glasilo (željele su biti "izvan svakog strančarstva") preživjele su i slom Austro-Ugarske Monarhije i privremenu talijansku okupaciju Sušaka poslije Prvoga svjetskog rata. Novine su izlazile sve do sredine kolovoza 1922. godine, kada ih obustavlja talijanska okupacijska vlast. 

## Dostupnost
U Sveučilišnoj knjižnici u Rijeci čuvaju se i ove povijesne riječke novine, a iako fond nije potpun, u cijelosti je digitaliziran.

## Vanjske poveznice
- Digitalizirane novine u fondu SVKRI. libraries.uniri.hr. Pristupljeno 7. ožujka 2023.